# Fredhälls trädgårdskoloni

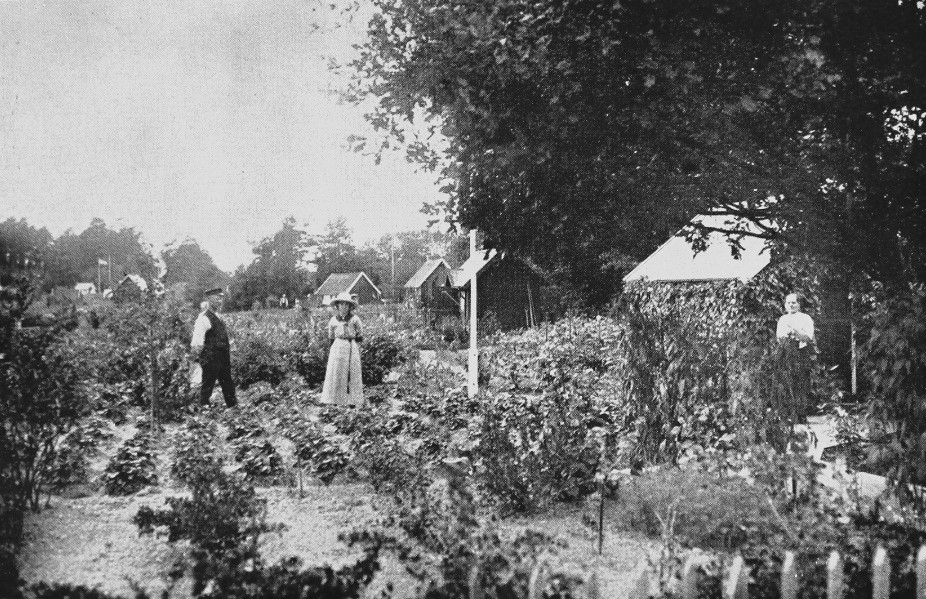
Fredhälls trädgårdskoloni 1913.

Fredhälls trädgårdskoloni var en koloniträdgård på sydvästra Kungsholmen i stadsdelen Fredhäll i Stockholm. Kolonin anlades 1905 och revs i mitten på 1930-talet för att ge plats åt bland annat Fredhällsparken.

## Historik

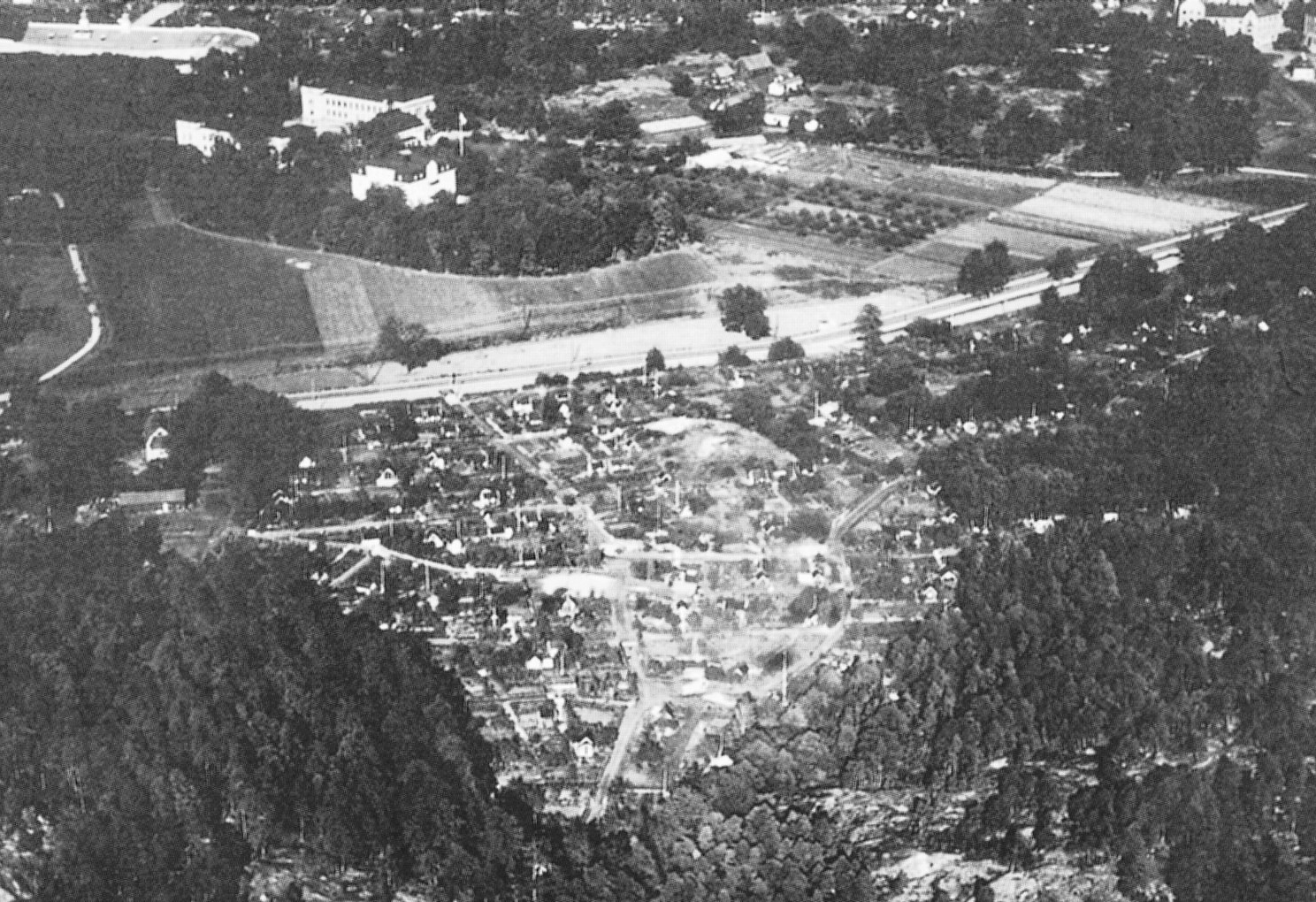
Fredhälls trädgårdskoloni, östra del på 1920-talet. I bildens överkant syns Kristinebergs slott och längst till vänster i bakgrunden Hornsbergsvelodromen (numera Kristinebergs IP).

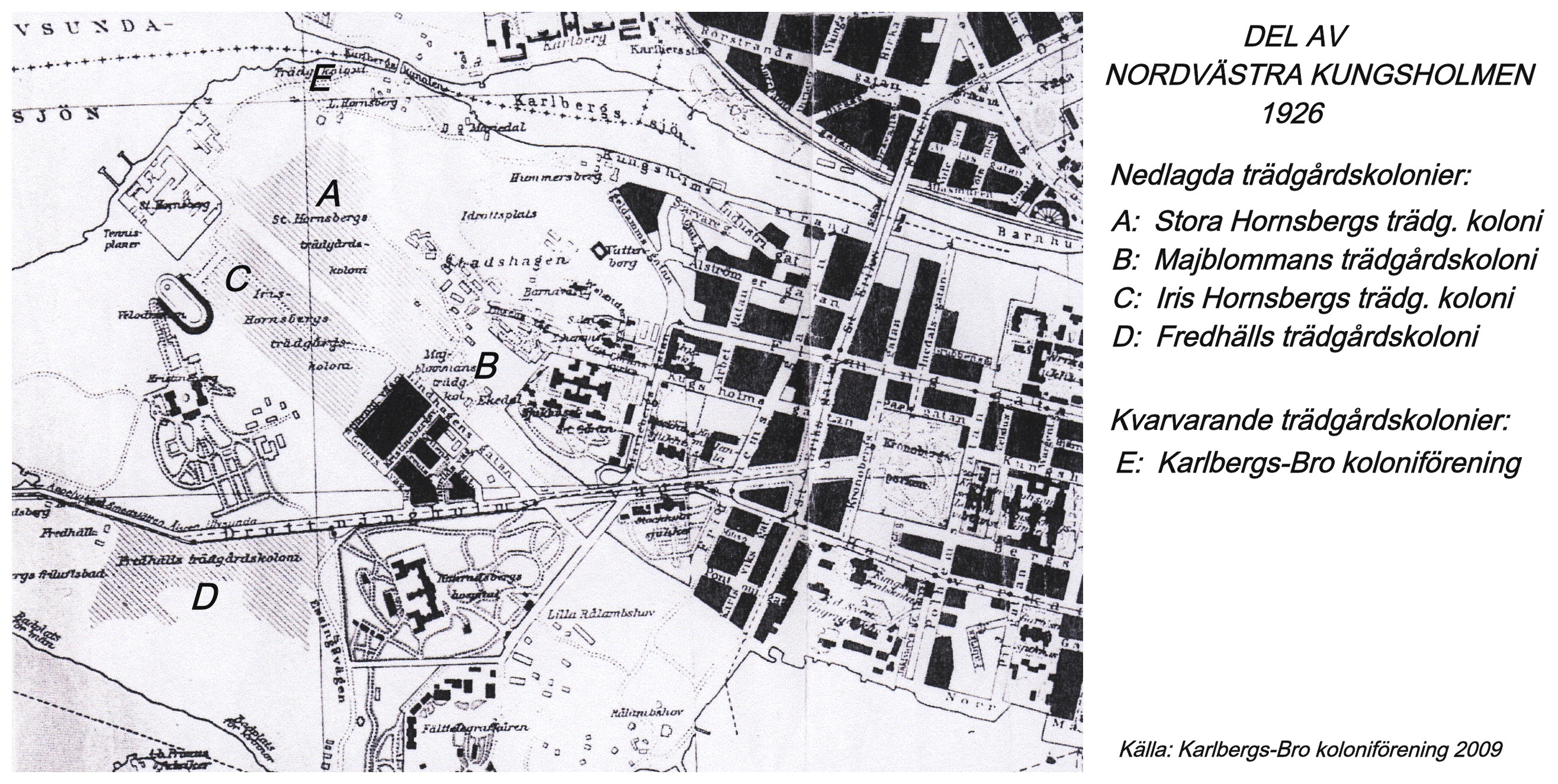
Koloniträdgårdar på nordvästra Kungsholmen.

Vid början av 1920-talet fanns det nio koloniområden på Kungsholmen med mer än 900 lotter. Den äldsta var Stadshagen (vid dagens Stadshagens idrottsplats), som kom till 1905 genom Anna Lindhagens initiativ. Kolonien hade cirka 25 lotter och lades ner omkring 1925. Karlbergs-Bro koloniförening är numera den enda kvarvarande koloniträdgården på Kungsholmen.
Fredhälls koloniområde hörde till de tre första kolonierna som anlades i Stockholm 1905. Fredhäll låg söder om Drottningholmsvägen, även här var Anna Lindhagen initiativtagare. Kolonien sträckte sig från dåvarande Konradsbergs hospital (idag Lärarhögskolan i Stockholm) cirka 500 meter västerut. Vid årsskiftet 1913/1914 hade detta koloniområde så mycket som 263 lotter.
På 1930- och 1940-talen stadsplanerades västra Kungsholmen och ett stort markområde söder om Drottningholmsvägen avsattes som parkmark och mark för bostadsändamål. Man lade även om den västra sträckningen av Drottningholmsvägen och började bygget av Tranebergsbron. Stadsplanen för bostadsområdet mellan Rålambsvägen och Adlerbethsgatan fastställdes i augusti 1931 och bär stadsplanedirektören Albert Lilienbergs namnteckning. 
År 1932 började man anlägga Fredhällsparken som gestaltades efter arkitekt Osvald Almqvists idéer och ungefär samtidigt uppfördes de nya bostadsområden i Fredhäll. 1935 hade Fredhälls trädgårdskoloni försvunnit.